# Margie Gibson
Margie Gibson (* 1917 in Baltimore; † nach 1942) war eine US-amerikanische Arrangeurin und Songwriterin. Die Afroamerikanerin gilt als einzige Frau, die Arrangements für die Bigbands der Swingära schrieb.

## Leben
Margie Gibson begann im Januar 1941, im Alter von 23 Jahren, für Benny Goodman zu arbeiten („Let the Door Knob Hitcha“, mit Cootie Williams, Gesang). Danach war sie als freischaffende Arrangeurin für die Swing-Bandleader Harry James, Count Basie („Beau Brummel“, 1941) und Jimmie Lunceford tätig. Zu ihren Kompositionen gehören „Deuces Wild“ (1942, für Artie Shaw), „Special Delivery“ (mit ihrem Ehemann Bill Grey) und „Southland Shuffle“ (aufgenommen von Charlie Barnet).